# دوج سنت رجیس
دوج سنت رجیس (Dodge St. Regis) خودرویی است که در سال‌های ۱۹۷۹ تا ۱۹۸۱تولید شده‌است. طراحی آن خودروهای موتور جلو-محور عقب بوده است. سیستم جعبه‌دندهٔ آن ۳ دنده به صورت خودکار است.